# Mandy McElhinney
Mandy McElhinney es una actriz australiana, conocida por haber interpretado a Rose Mitchell en Howzat! Kerry Packer's War y haber participado en Comedy Inc.

## Biografía
Tiene una hermana menor la actriz Hayley McElhinney.

## Carrera
En 2003 obtuvo un pequeño papel en la película Ned Kelly.
En 2005 interpretó a Natalie Halpin durante el episodio "Room for Improvement" de la serie médica All Saints, más tarde apareció nuevamente en la serie en 2008 ahora interpretando a Corinne Davies durante el episodio "That Window in Time".
En 2011 interpretó a Rhonda durante el comercial "Australian Associated Motor Insurers Limited (AAMI)'s Safe Driver".
En 2012 interpretó a la secretaria Rose Mitchell en la miniserie Howzat! Kerry Packer's War.
En 2013 se unió al elenco principal de la miniserie Paper Giants: The Magazine Wars donde interpretará a Nene King, la editora de la revista Women's Day; la serie es la secuela de Paper Giants: The Birth of Cleo (2011).
En 2014 se unió al elenco principal del drama Love Child donde da vida a Frances Bolton, hasta ahora.
En 2015 se unió al elenco principal de la miniserie House of Hancock donde dio vida a Gina Rinehart, la mujer más rica del mundo.

## Filmografía

### Series de televisión
| Año         | Título                          | Personaje              | Notas                                     |
| ----------- | ------------------------------- | ---------------------- | ----------------------------------------- |
| 2014 - 2017 | Love Child                      | Frances Bolton         | 36 episodios                              |
| 2016        | Hyde & Seek                     | Jackie Walters         | 8 episodios                               |
| 2015        | House of Hancock                | Gina Rinehart          | 2 episodios - miniserie                   |
| 2013        | Paper Giants: The Magazine Wars | Nene King              | 2 episodios - miniserie                   |
| 2012        | A Moody Christmas               | Linda                  | episodio "Operation Sex Via the Homeless" |
| 2012        | Howzat! Kerry Packer's War      | Rose Mitchell          | 2 episodios - miniserie                   |
| 2011        | At Home with Julia              | Agente de Noticias     | episodio "Date Night"                     |
| 2010 - 2011 | Bed of Roses                    | Tamara Denning         | 3 episodios                               |
| 2008        | All Saints                      | Corinne Davies         | episodio "That Window in Time"            |
| 2003 - 2006 | Comedy Inc.                     | Varios Personajes      | 75 episodios                              |
| 2005        | The Alice                       | Cheryl Wilson          | episodio # 1.3                            |
| 2002 - 2003 | MDA                             | Helena Lewis           | 8 episodios                               |
| 2003        | Welcher & Welcher               | Sonja Cohen            | 2 episodios                               |
| 2002        | Stingers                        | Norma McClyment        | episodio "Collateral Damage"              |
| 2002        | Kath & Kim                      | Dependiente de Novelty | episodio "Party"                          |
| 1999        | Water Rats                      | Lisa Bell              | episodio "Friend or Foe"                  |
| 1999        | Blue Heelers                    | Vanessa Mackay         | episodio "Married to the Job"             |
| 1996        | Naked: Stories of Men           | Kate                   | episodio "Fisherman's Wake"               |
| 1994        | Ship to Shore                   | Asistente Social       | episodio "The Old Folks at Home"          |

### Películas
| Año  | Título         | Personaje   | Notas                                                                                |
| ---- | -------------- | ----------- | ------------------------------------------------------------------------------------ |
| 2003 | Ned Kelly      | Mujer       | junto a Joel Edgerton, Kris McQuade & Emily Browning                                 |
| 2002 | The Real Thing | Kylie       | junto a John Arnold, James Wardlaw & Sari Sheehan                                    |
| 2001 | The Bank       | Diane Davis | junto a David Wenham, Anthony LaPaglia, Sibylla Budd, Steve Rodgers & Mitchell Butel |

### Teatro
| Año        | Obra                               | Personaje | Director (a)      | Teatro              | Notas                                                                     |
| ---------- | ---------------------------------- | --------- | ----------------- | ------------------- | ------------------------------------------------------------------------- |
| 2013       | Babyteeth                          | -         | Chris Drummond    | -                   | junto a Danielle Catanzariti & Christopher Pitman                         |
| 2013       | Forget Me Not                      | Sally     | Anthea Williams   | Belvoir St. Theatre | junto a Colin Moody, Eileen O’Brien & Oscar Redding                       |
| 2013       | Dreams in White                    | Paula     | Tanya Goldberg    | Stables Theatre     | junto a Lucy Bell, Steve Rodgers, Andrew McFarlane & Sara West            |
| 2011       | In The Next Room                   | -         | Pamela Rabe       | Sumner Theatre      | junto a Josh McConville, Marshall Napier & Jacqueline McKenzie            |
| 2010       | The Beauty Queen of Leenane        | Maureen   | Cristabel Sved    | -                   | junto a Judi Farr, Eamon Farren & Darren Gilshenan                        |
| 2009       | A Streetcar Named Desire           | -         | Liv Ullmann       | Sydney Thetare      | junto a Cate Blanchett, Joel Edgerton, Russell Kiefel & Robin McLeavy     |
| 2008       | The Hypocrite                      | Dorine    | Peter Evans       | -                   | junto a Nicholas Bell, Kim Gyngell, Martin Sharpe & Ashley Zukerman       |
| 2007       | Don's Party                        | -         | Peter Evans       | Drama Theatre       | junto a Travis McMahon, Rhys Muldoon & Jacinta Stapleton                  |
| 2005       | The Metamorphosis                  | -         | Benjamin Winspear | Beckett Theatre     | junto a Julie Forsyth, Kim Gyngell & Tony Llewellyn-Jones                 |
| 2005       | Uncle Vanya                        | -         | Tom Gutteridge    | Octagon Theatre     | junto a Geoff Kelso, Ingle Knight & George Shevtsov                       |
| 2002       | It's a Family Affair               | -         | Daniel Schlusser  | -                   | junto a Marco Chiappi, Torquil Neilson & Bruce Woolley                    |
| 2001       | This Way Up                        | -         | Catherine Hill    | Playbox Theatre     | junto a Luke Elliot, Marian Haddrick & Stewart Morritt                    |
| 2001       | Holy Day                           | -         | Rose Clemente     | Merlyn Theatre      | junto a Frank Gallacher, Cameron Goodall & Kerry Walker                   |
| 2000       | Life After George                  | -         | Kate Cherry       | -                   | junto a Hayley McElhinney, Asher Keddie, Rhys McConnochie & Richard Piper |
| 2000       | Baby X                             | -         | Noel Jordan       | Beckett Theatre     | junto a Ken Radley, Fiona Todd & James Wardlaw                            |
| 2000       | So Wet                             | -         | Nancy Black       | Beckett Theatre     | junto a Ken Radley, Fiona Todd & James Wardlaw                            |
| 2000       | Violet Inc                         | -         | Tom Healey        | Beckett Theatre     | junto a Sue Jones, Margaret Mills & Ken Radley                            |
| 2000       | Elegy                              | -         | Tom Healey        | Beckett Theatre     | junto a Sue Jones, Margaret Mills & Ken Radley                            |
| 1999       | Pride and Prejudice                | -         | Roger Hodgman     | Drama Theatre       | junto a Josephine Byrnes, Kim Gyngell, William McInnes & Petra Yared      |
| 1992, 1998 | Dark-The Adventures of Diane Arbus | -         | Gerald Lepkowski  | -                   | junto a Nell Feeney & Peter Roberts                                       |
| 1998       | Twelfth Night                      | -         | Roger Hodgman     | Melbourne Theatre   | junto a Carolyn Bock, Shane Bourne, Bruce Spence & Alison Whyte           |
| 1998       | The Herbal Bed                     | -         | Simon Phillips    | -                   | junto a Marton Csokas, Robert Menzies & Frances O'Connor                  |
| 1997       | Three Sisters                      | -         | Roger Hodgman     | -                   | junto a Rodney Afif, Marta Dusseldorp & Nadine Garner                     |
| 1997       | The Balcony                        | -         | Bruce Myles       | -                   | junto a Rodney Afif, Marta Dusseldorp, Nadine Garner & Kyle Wright        |
| 1996       | Burning Time                       | -         | Aubrey Mellor     | Merlyn Theatre      | junto a Vince Colosimo, Janet Andrewartha & Fiona Todd                    |
| 1993, 1994 | Cargo                              | -         | John Saunders     | Swy Theatre         | junto a Beth Armstrong, Anthony Kierann & Berynn Schwerdt                 |
| 1994       | Sixteen Words for Water            | -         | Leith Taylor      | Subiaco Theatre     | junto a Arthur Dignam & Wendy Strehlow                                    |
| 1994       | Brilliant Lies                     | -         | Alan Becher       | Playhouse Theatre   | junto a Vivienne Garrett, Maurie Ogden & Douglas Walker                   |
| 1994       | Oleanna                            | -         | Leith Taylor      | Subiaco Theatre     | junto a John McTernan                                                     |
| 1993       | The Newspaper of Claremont Street  | -         | Alan Becher       | Swy Theatre         | junto a Faith Clayton, Gillian Lomberg & Douglas Walker                   |
| 1993       | Hedda Gabler                       | -         | Alan Becher       | Swy Theatre         | junto a Gabrielle Hammond, Steve Shaw & Douglas Walker                    |
| 1993       | Beautiful Mutants                  | -         | -                 | New Fortune Theatre | junto a Kate Beahan, Barry Laing & Andrea McVeigh                         |
| 1994       | Macbeth                            | -         | Edgar Metcalfe    | New Fortune Theatre | junto a Gillian Lomberg, Michael Loney, Greg McNeil & Richard Williams    |
| 1992       | So is it a Lover?                  | -         | Ingle Knight      | Swy Theatre         | junto a Helen Doig, Peter Finlay & Paul Tassone                           |
| 1992       | The Season At Sarsaparilla         | -         | Leith Taylor      | State Theatre       | junto a Andy King, Peter Hardy & Steve Shaw                               |
| 1992       | The Country Wife                   | -         | Jenny McNae       | The Hole Theatre    | junto a Maggie Anketell, Geoff Kelso & Sally Sander                       |
| 1992       | Anthony & Cleopatra                | -         | Raymond Omodei    | Subiaco Theatre     | junto a Peter Hardy, Steve Shaw, Geoffrey Atkins & Wayne Garton           |
| 1991       | A View from the Bridge             | -         | Aarne Neeme       | The Hole Theatre    | junto a Peter Hardy, Edgar Metcalfe & Craig Williams                      |
| 1991       | The Serpent's Fall                 | -         | Duncan A. Sharp   | -                   | -                                                                         |

## Premios y nominaciones
| Año  | Categoría                                              | Premio             | Serie                           | Resultado |
| ---- | ------------------------------------------------------ | ------------------ | ------------------------------- | --------- |
| 2016 | Most Outstanding Actress                               | Logie Award        | House of Hancock                | Nominada  |
| 2015 | Most Popular Actress                                   | Logie Award        | Love Child                      | Nominada  |
| 2014 | Most Outstanding Actress                               | Silver Logie Award | Paper Giants: The Magazine Wars | Nominada  |
| 2013 | Best Guest or Supporting Actress in a Television Drama | AACTA Award        | Howzat! Kerry Packer's War      | Ganadora  |
| 2013 | Most Outstanding Actress                               | Silver Logie Award | Howzat! Kerry Packer's War      | Nominada  |